# John Edwin Cussans
John Edwin Cussans (1837-1899) est un antiquaire anglais.

## Biographie
John Edwin Cussans est né à Plymouth le 30 octobre 1837, il est le cinquième enfant de Thomas Cussans, qui a été lieutenant dans la Madras Horse Artillery, et de son épouse Matilda Ann (née Goodman). Après ses études à la North Hill School de Plymouth, il entre dans une maison commerciale et visite l'Amérique en 1858, puis la Russie en 1861 dans le cadre de son travail.
Après son mariage en 1863, il commence à écrire, travaillant sur des études héraldiques et généalogiques, il vit alors dans le nord de Londres. La préface de son Histoire du Hertfordshire est  datée du 4 Wyndham Crescent, Junction Road, Londres, le 25 décembre 1880. Cussans déménage plus tard au 46 St. John's Park, Upper Holloway, où il décède le 11 septembre 1899. De 1881 à 1897 Cussans est secrétaire de la Banque Anglo-Californienne chez Austin Friars . Il épouse Emma Prior, deuxième fille survivante de John Ward de Hackney, le 10 mars 1863, avec qui il aura huit enfants.

## Travaux
Le premier ouvrage de Cussans, The Grammar of Heraldry, with the Armorial Bearings of all the Landed Gentry in England before the XVIe Century (Londres, 1866), fut suivi un an plus tard par Handbook of Heraldry with the Armorial Bearings of all the Landed Gentry in England before the XVIe Century avec des instructions pour tracer les pedigrees et déchiffrer les manuscrits (Londres, plusieurs éditions). Après cela, il a travaillé durant quinze ans sur son histoire du comté, A History of Hertfordshire, qui  récapitule les descentes des différents manoirs, les pedigrees des familles, les antiquités, les coutumes locales, etc. (Hertford, 16 parties constituant trois volumes in-folio, 1870-1881). Il complète alors les histoires préexistantes d'Henry Chauncy et de Robert Clutterbuck.